# Baojun E100
La Baojun E100 è un'autovettura elettrica prodotta dalla casa automobilistica cinese Baojun dal 2017.

## Descrizione
È la prima auto elettrica marchio Baojun ed è alimentata da un motore elettrico da 29 kW e 110 Nm, che le permette di raggiungere una velocità massima di 100 km all'ora. La batteria dell'E100 è  agli ioni di litio con una capacità di 14,9 kWh e può essere caricata completamente in 7,5 ore. Per le sospensioni, l'E100 utilizza una sospensione anteriore indipendente e una sospensione posteriore a braccio singolo. L'E100 dispone anche di freni con ABS e distribuzione elettronica della forza frenante, servosterzo elettrico, freno di stazionamento elettronico. Il raggio di sterzata è di 3,7 metri.